# Dijankovec
Dijankovec falu Horvátországban Kapronca-Kőrös megyében. Közigazgatásilag Kőröshöz tartozik.

## Fekvése
Köröstől 6 km-re északnyugatra Erdovec és Šalamunovec között fekszik.

## Története
Dijankovec első írásos említése még "Dionissi" alakban 1339-ben történt. "Gyianfeulde" néven történő említése 1355-ben egy adásvételi szerződésben található. 1394-ben birtokosai Erzsébet, Katalin és Belke Dénes fia Tamásnak és Mátyás fiainak Fülöpnek, Györgynek és Tamásnak adták el. 1409-ben Pál fia Mátyás ("nobilis castri de Dyankouch") Bálint körösi bíró jelenlétében egy birtokát Pál fia Ferenc helyi nemesnek adja el. Ebből az okmányból kitűnik, hogy ekkor itt vár, vagy kastély is állt. Ennek tényét későbbi okiratok is megerősítik. 1456-ban Mátyás lánya Anna ("nobilis de Dyankouch") 10 forintot hagyott a petroveci Szűz Mária kolostornak. A falu nemesi község, melynek a 15. századból több birtokosáról is tudunk, ilyenek a Jánosics (1469),  és a Folkus (1484) családok, majd a 16. századból a Harcsa (1505), Keleminovics, Vrcsak, Malkocs és Zakmárdi családok. 1517-ben és 1520-ban a település 50 dénártól szerepel az adóösszeírásokban. 1568-ban lett itt birtokos a Zakmárdi család, mely ezután a település legjelentősebb birtokosa lett. 1600-ban a falu már 75 dénártól adózik. 1665-ben utóda nem lévén Zakmárdi János birtokait a pálosoknak adományozta, akik a 18. század végéig a rend feloszlatásáig megtartották azt. Egy időben pálos rendház is működött a faluban, majd Körösre költözött.
A falunak 1857-ben 340, 1910-ben 372 lakosa volt. Trianonig Belovár-Kőrös vármegye Körösi járásához tartozott. 2001-ben a falunak 204 lakosa volt.

## Híres emberek
Diankováczi Zakmárdi János (Ivan Zakmardi Dijankovečki) 1600 körül született Körösön. Ősei Szatmár vármegyéből települtek át Horvátországba még 1568-ban. Családja, amely a diankováci uradalom birtokosa volt, innen vette előnevét. A zágrábi jezsuitáknál tanult, majd Olmützben tanult filozófiát. Mint ismert jogász és humanista magas pozíciókba emelkedett. Királyi ítélőmester és pozsonyi országgyűlési  követ volt. Jelentős szerepet játszott Horvátország kulturális és társadalmi életében. Latin költeményeket, jogi és történelmi műveket is írt.

## Külső hivatkozások
- Körös város hivatalos oldala
- Zakmárdi János életrajza Archiválva 2010. szeptember 25-i dátummal a Wayback Machine-ben